# Свята Гватемали
Це список державних свят в Гватемалі.

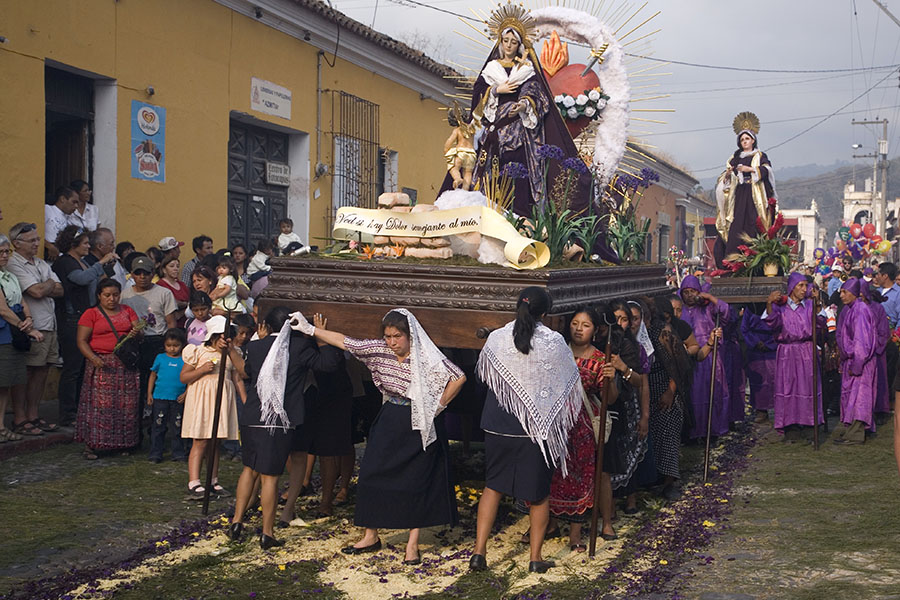
Великодня хода

## Державні свята
Гватемальський Трудовий кодекс визнає такі дати, як святкові дні з оплачуваною відпусткою:
- 1 січня: Новий рік

- Березень/квітень четвер, п'ятниця та субота: Великдень, Страсний тиждень

- 1 травня: Міжнародний день трудящих, відомий також як День праці

- 30 червня: День збройних сил

- 15 вересня: День незалежності

- 20 жовтня: День революції

- 1 листопада День всіх святих

- 24 грудня: Святвечір

- 25 грудня: Різдво

- 31 грудня: Новий рік

- Місцеве свято (кожне село чи місто має свого святого покровителя)

Також є неробочими від полудня такі дні:
- Середа перед Великоднем
- 24 грудня
- 31 грудня[3].

У разі якщо свята 1 травня, 30 червня та 20 жовтня припадають на вівторок або середу, неробочий день переноситься на попередній понеділок, якщо ж на четвер, п'ятницю, суботу чи неділю - на наступний. Норма була введена у 2018 році для сприяння туризму